# Amazzoni bianche
Pour plus de détails, voir Fiche technique et Distribution.
Amazzoni bianche (littéralement : « les amazones blanches ») est un film de Gennaro Righelli en 1936. Cette « comédie sportive » a été tournée dans les établissements Pisorno de Tirrenia.

## Synopsis
En montagne, un club de skieurs organise une course uniquement pour les dames avec un prix attractif de deux cent mille lires pour la première.
Une femme mariée participe en présentant les papiers de sa sœur, provoquant la colère de son mari. L'homme est l'objet des attentions d'une autre des concurrentes, qui ne savait pas qu'il était déjà marié. Cela provoque une scène de jalousie de la part de sa femme qui, par amour, abandonne la course alors qu'elle allait gagner quand elle apprend qu'il est parti.  Le prix est finalement gagné par l'autre concurrente.

## Fiche technique
- Scénario : Gino Valori
- Mise en scène : Marcello Albani, Gennaro Righelli
- Producteur : Paola Barbara
- Producteur exécutif : Ferruccio Biancini
- Maison de production : Arbor Film
- Distributeur : Piemonte Film
- Photographie : Ferdinando Martini, Augusto Tiezzi
- Montage : Giacomo Gentilomo
- Musique : Antonio D'Elia, chansons de Cesare A. Bixio
- Scénographie : Athos Rogero Natali
- Son : Raoul Magni

## Distribution
- Paola Barbara : Mara Danieli
- Sandro Ruffini : Mario Gualdi
- Enrico Viarisio : Simone Gualtieri
- Luisa Ferida : Luisa Carrai
- Doris Duranti : Giulietta
- Clara Padoa : Margherita Menardi
- Maria Arcione : Laura
- Adriana Miramonti : Giorgetta
- Olinto Cristina : Biancheri
- Nera Tamara : Antonietta
- Nicola Maldacea : directeur du club de ski
- Mario Pisu : Carlo Biancheri
- Valentino Bruchi : Luigi Allegri
- Celio Bucchi
- Lulù Marinelli : Berta
- Dusca Alexandrowna

## La critique
Filippo Sacchi, dans les pages du Corriere della Sera du 1er janvier 1937, écrit : « Amazzoni bianche, avec tous ses défauts, de toute nature, possède une qualité que beaucoup de nos films, même plus connus, n'ont pas toujours : la vie. C'est dû à la présence de tant de jeunes gens, ou bien l'ambiance sportive ou le clair ciel des Alpes, en tous cas, il y a de la bonne humeur, de la gaieté communicative grâce aux acteurs et qui est donnée au public. Le film aurait pu devenir délicieux s'il y avait eu plus de soin pour le préparer. Plus qu'un film, il s'agit d'une belle tentative, avec des moments de franche comédie et la course de ski finale est une des meilleures scènes. »